# Montchenu
Montchenu est une commune française située dans le département de la Drôme, en région Auvergne-Rhône-Alpes.

## Géographie

### Localisation
Montchenu est située à 40 km au nord-est de Valence, 23 km à l'est de Saint-Vallier, 19 km au nord de Romans-sur-Isère, 12 km au nord de Saint-Donat-sur-l'Herbasse (chef-lieu de canton) et 9 km au sud d'Hauterives.

### Climat
Pour des articles plus généraux, voir Climat d'Auvergne-Rhône-Alpes et Climat de la Drôme.
En 2010, le climat de la commune est de type climat méditerranéen altéré, selon une étude du CNRS s'appuyant sur une série de données couvrant la période 1971-2000. En 2020, Météo-France publie une typologie des climats de la France métropolitaine dans laquelle la commune est exposée à un climat de montagne ou de marges de montagne et est dans la région climatique  Moyenne vallée du Rhône, caractérisée par un bon ensoleillement en été (fraction d’insolation > 60 %), une forte amplitude thermique annuelle (4 à 20 °C), un air sec en toutes saisons, orageux en été, des vents forts (mistral), une pluviométrie élevée en automne (250 à 300 mm). 
Pour la période 1971-2000, la température annuelle moyenne est de 11,3 °C, avec une amplitude thermique annuelle de 17,8 °C. Le cumul annuel moyen de précipitations est de 972 mm, avec 8,4 jours de précipitations en janvier et 5,8 jours en juillet. Pour la période 1991-2020, la température moyenne annuelle observée sur la station météorologique de Météo-France la plus proche, « Saint-Christophe-L_sapc »sur la commune de Saint-Christophe-et-le-Laris à 4 km à vol d'oiseau, est de 11,9 °C et le cumul annuel moyen de précipitations est de 1 004,4 mm,. Pour l'avenir, les paramètres climatiques de la commune estimés pour 2050 selon différents scénarios d'émission de gaz à effet de serre sont consultables sur un site dédié publié par Météo-France en novembre 2022.

## Urbanisme

### Typologie
Au 1er janvier 2024, Montchenu est catégorisée commune rurale à habitat très dispersé, selon la nouvelle grille communale de densité à 7 niveaux définie par l'Insee en 2022.
Elle est située hors unité urbaine. Par ailleurs la commune fait partie de l'aire d'attraction de Romans-sur-Isère, dont elle est une commune de la couronne,. Cette aire, qui regroupe 30 communes, est catégorisée dans les aires de 50 000 à moins de 200 000 habitants,.

### Occupation des sols
L'occupation des sols de la commune, telle qu'elle ressort de la base de données européenne d’occupation biophysique des sols Corine Land Cover (CLC), est marquée par l'importance des territoires agricoles (70,8 % en 2018), une proportion sensiblement équivalente à celle de 1990 (71,4 %). La répartition détaillée en 2018 est la suivante : 
zones agricoles hétérogènes (45,7 %), forêts (29 %), prairies (17,2 %), terres arables (7,9 %), zones urbanisées (0,2 %). L'évolution de l’occupation des sols de la commune et de ses infrastructures peut être observée sur les différentes représentations cartographiques du territoire : la carte de Cassini (XVIIIe siècle), la carte d'état-major (1820-1866) et les cartes ou photos aériennes de l'IGN pour la période actuelle (1950 à aujourd'hui).

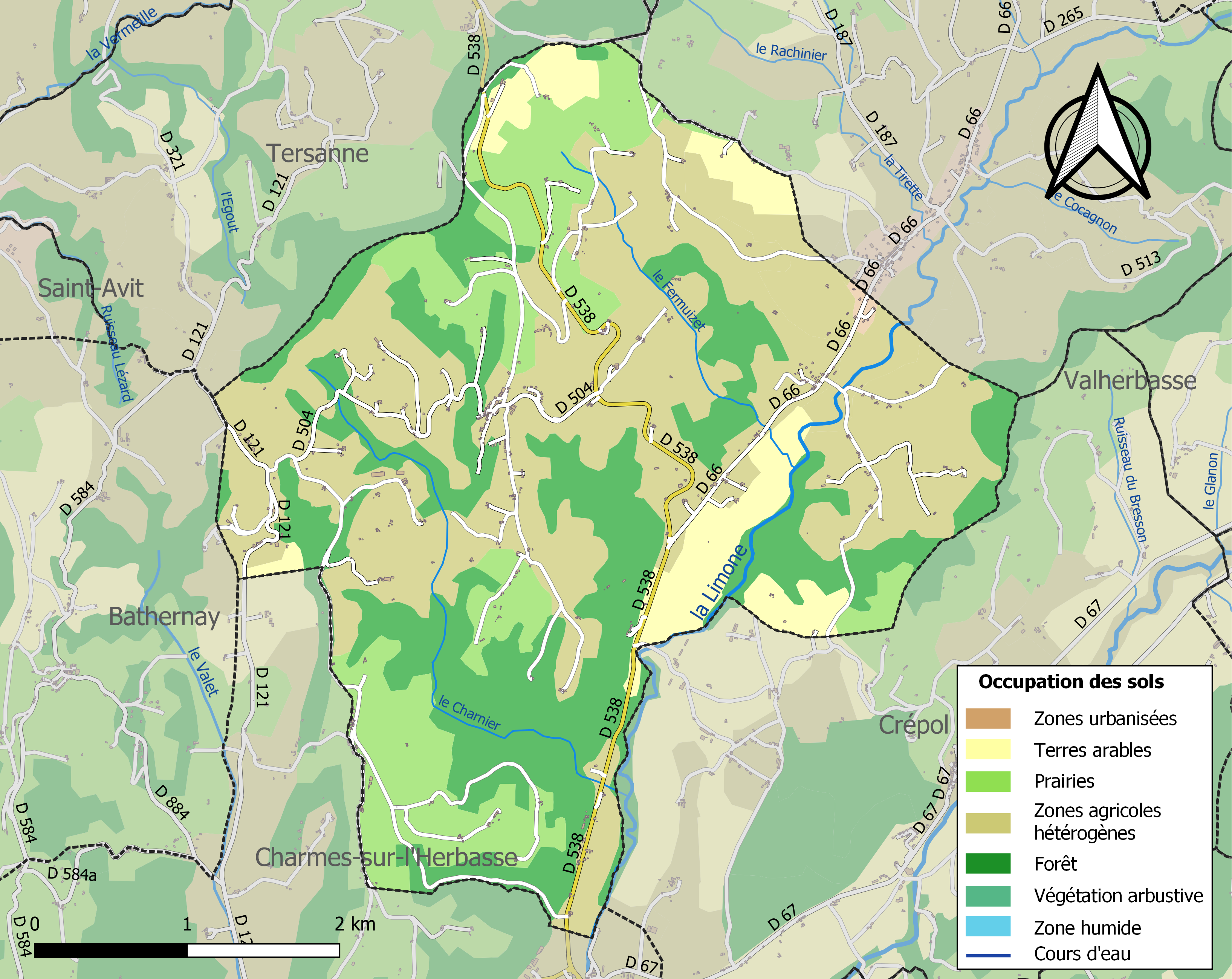
Carte des infrastructures et de l'occupation des sols de la commune en 2018 (CLC).

### Morphologie urbaine

#### Hameaux et lieux-dits
En 1891, le hameau les Affolies est attesté. Il était dénommé Arfolia villa en 1263 (cartulaire de Léoncel, 231) et les Arfolis au XVIIIe siècle (Carte de Cassini).

## Toponymie

### Attestations
Dictionnaire topographique du département de la Drôme :
- 1111 : mention de la paroisse : ecclesia de Montecanuto (cartulaire de Grenoble, 146) ;
- 1220 : Monchanu (cartulaire des hospitaliers, 51) ;
- XIIIe siècle : mention de l'église paroissiale : ecclesia parrochialis de Montecanuto (pouillé de Vienne) ;
- 1263 : de Montechanuto (cartulaire de Léoncel, 210) ;
- 1283 : castrum Montis Canuti (inventaire des dauphins, 93) ;
- 1330 : castrum Montis Chanuti (inventaire des dauphins, 53) ;
- 1531 : Montchanu (terrier de Saint-Vallier) ;
- 1891 : Monchenu, commune du canton de Saint-Donat.

## Histoire

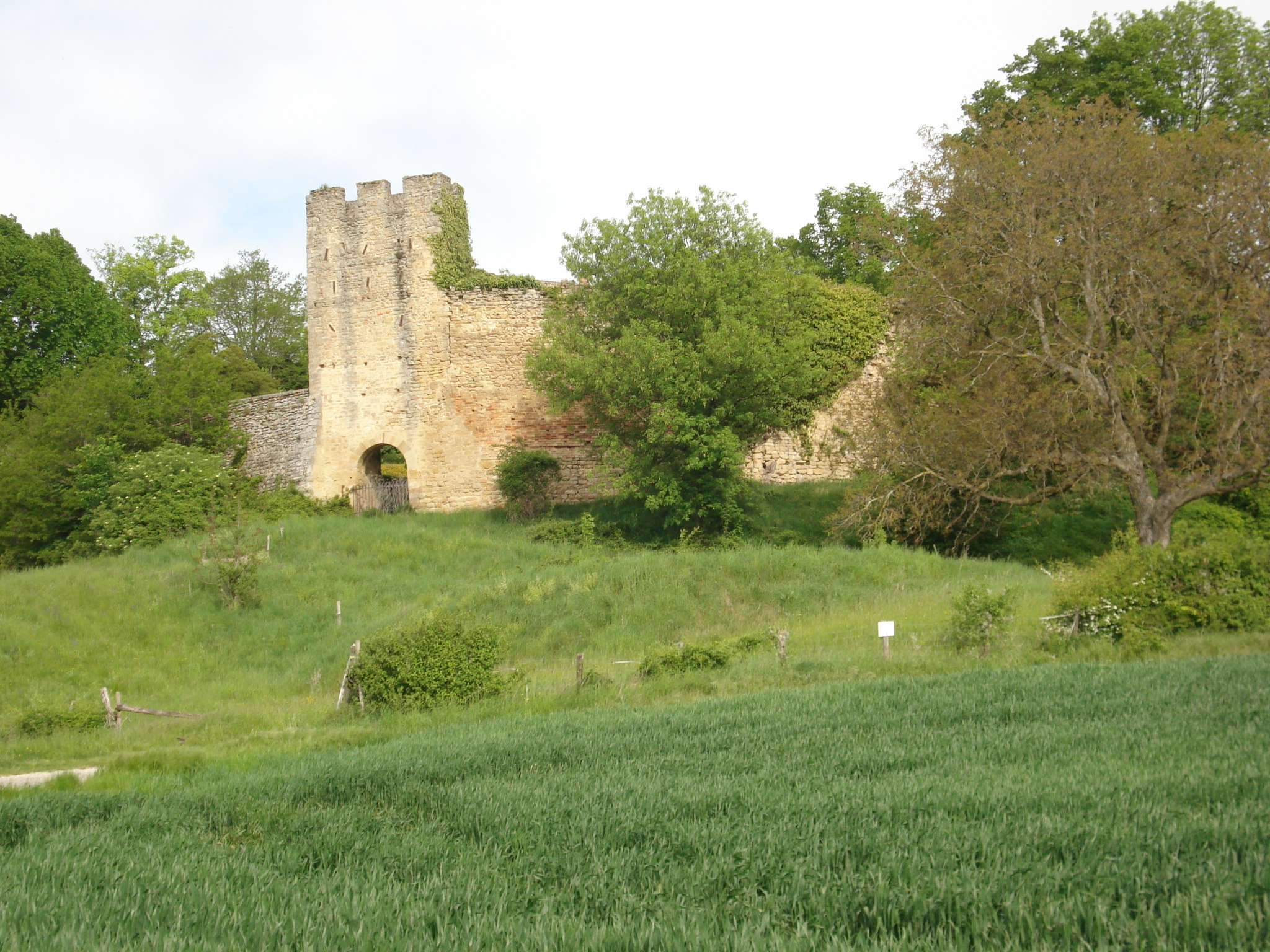
Le château de Montchenu.

### Du Moyen Âge à la Révolution
La seigneurie : la terre était un arrière-fief de la baronnie de Clérieux, appartenant de toute ancienneté à une famille de son nom, qui le possédait encore à la Révolution. Elle comprenait à l'origine les deux paroisses de Montchenu et de Saint-Muris, et depuis le milieu du XIVe siècle, celle de Montchenu seulement.
Les Monchenu jouèrent un grand rôle à la cour de France.
Avant 1790, Montchenu était une communauté de l'élection et subdélégation de Romans et du bailliage de Saint-Marcellin.

Elle formait deux paroisses du diocèse de Vienne, Montchenu et Saint-Muris. L'église de Montchenu était dédiée à saint Michel. Elle avait, depuis 1120, l'archevêque et le chapitre de Vienne pour collateurs et décimateurs.

### De la Révolution à nos jours
En 1790, la commune est comprise dans le canton de Châteauneuf-de-Galaure. La réorganisation de l'an VIII (1799-1800) la place dans le canton de Saint-Donat.

## Politique et administration

### Liste des maires
| Période                                  | Période                       | Identité                           | Étiquette | Qualité       |
| ---------------------------------------- | ----------------------------- | ---------------------------------- | --------- | ------------- |
| Les données manquantes sont à compléter. |                               |                                    |           |               |
| 1871                                     |                               | ?                                  |           |               |
| 1874                                     |                               | ?                                  |           |               |
| 1878                                     |                               | ?                                  |           |               |
| 1884                                     |                               | ?                                  |           |               |
| 1888                                     |                               | ?                                  |           |               |
| 1892                                     |                               | ?                                  |           |               |
| 1896                                     |                               | ?                                  |           |               |
| 1900                                     |                               | ?                                  |           |               |
| 1904                                     |                               | ?                                  |           |               |
| 1908                                     |                               | ?                                  |           |               |
| 1912                                     |                               | ?                                  |           |               |
| 1919                                     |                               | ?                                  |           |               |
| 1925                                     |                               | ?                                  |           |               |
| 1929                                     |                               | ?                                  |           |               |
| 1935                                     |                               | ?                                  |           |               |
| 1945                                     |                               | ?                                  |           |               |
| 1947                                     |                               | ?                                  |           |               |
| 1953                                     |                               | ?                                  |           |               |
| 1959                                     |                               | ?                                  |           |               |
| 1965                                     |                               | ?                                  |           |               |
| 1971                                     |                               | ?                                  |           |               |
| 1977                                     |                               | ?                                  |           |               |
| 1983                                     |                               | ?                                  |           |               |
| 1989 (ou 1990 ?)                         | 1995                          | Roger Vossier                      |           | retraité      |
| 1995                                     | 2001                          | Roger Vossier                      |           | maire sortant |
| 2001                                     | 2008                          | Roger Vossier                      |           | maire sortant |
| 2008                                     | 2014                          | Roger Vossier                      |           | maire sortant |
| 2014                                     | 2020                          | Roger Vossier                      |           | maire sortant |
| 2020                                     | En cours (au 20 janvier 2021) | Roger Vossier[source insuffisante] |           | maire sortant |

## Population et société

### Démographie
L'évolution du nombre d'habitants est connue à travers les recensements de la population effectués dans la commune depuis 1793. Pour les communes de moins de 10 000 habitants, une enquête de recensement portant sur toute la population est réalisée tous les cinq ans, les populations de référence des années intermédiaires étant quant à elles estimées par interpolation ou extrapolation. Pour la commune, le premier recensement exhaustif entrant dans le cadre du nouveau dispositif a été réalisé en 2007.

En 2022, la commune comptait 600 habitants, en évolution de +3,27 % par rapport à 2016 (Drôme : +2,64 %, France hors Mayotte : +2,11 %).
| 1793 | 1800 | 1806 | 1821 | 1831 | 1836 | 1841 | 1846 | 1851 |
| ---- | ---- | ---- | ---- | ---- | ---- | ---- | ---- | ---- |
| 673  | 828  | 838  | 720  | 958  | 894  | 887  | 980  | 965  |

| 1856 | 1861 | 1866  | 1872 | 1876 | 1881 | 1886 | 1891 | 1896 |
| ---- | ---- | ----- | ---- | ---- | ---- | ---- | ---- | ---- |
| 948  | 982  | 1 019 | 959  | 959  | 852  | 885  | 857  | 874  |

| 1901 | 1906 | 1911 | 1921 | 1926 | 1931 | 1936 | 1946 | 1954 |
| ---- | ---- | ---- | ---- | ---- | ---- | ---- | ---- | ---- |
| 846  | 817  | 804  | 692  | 641  | 607  | 591  | 609  | 540  |

| 1962 | 1968 | 1975 | 1982 | 1990 | 1999 | 2006 | 2007 | 2012 |
| ---- | ---- | ---- | ---- | ---- | ---- | ---- | ---- | ---- |
| 511  | 455  | 386  | 381  | 389  | 456  | 544  | 556  | 582  |

| 2017 | 2022 | - | - | - | - | - | - | - |
| ---- | ---- | - | - | - | - | - | - | - |
| 579  | 600  | - | - | - | - | - | - | - |

### Enseignement
La commune relève de l'académie de Grenoble.

### Manifestations culturelles et festivités
- Fête communale : le deuxième dimanche de juin[14].
- Fête patronale : le 29 septembre[14].

### Médias
La population de la commune se situe dans l'aire de diffusion de plusieurs médias :
- Presse écrite
  - Le Dauphiné libéré, quotidien régional qui consacre, chaque jour, y compris le dimanche, dans son édition de « Romans et Drôme des collines » un ou plusieurs articles à l'actualité du canton et de la commune, ainsi que des informations sur les éventuelles manifestations locales, les travaux routiers, et autres événements divers à caractère local.
  - L'Agriculture Drômoise, journal d'informations agricoles et rurales, couvre l'ensemble du département de la Drôme.
  - Drôme Hebdo (ancien Peuple Libre), hebdomadaire chrétien d'informations.
- Presse audio-visuelle
  - Ici Drôme Ardèche est une radio publique diffusée sur son territoire.

### Cultes
La communauté catholique et l'église paroissiale (propriété de la commune) sont rattachées à la paroisse Notre Dame des Collines de l’Herbasse, elle-même relevant du diocèse de Valence.

## Économie

### Agriculture
En 1992 : pâturages (bovins, caprins), céréales, tabac, asperges.

### Tourisme
- Vue étendue : du château, on peut apercevoir onze départements[14].

## Culture locale et patrimoine

### Lieux et monuments
- Château médiéval de Montchenu des XIIIe et XIVe siècles : restauré[14], inscrit aux Monuments historiques le 22 janvier 1979 (source : Conservation du patrimoine de la Drôme).
- Le château de Saint-Mury a été sauvé de la ruine en 1980 et restauré par ses propriétaires. La tour centrale datant du XIIIe siècle est desservie par un escalier à vis du XVIe siècle[réf. nécessaire].

Un gîte est aménagé dans les dépendances[réf. nécessaire].
- Maison forte Renaissance et XVIIe siècle[14].
- Fontaine[14].
- Église Saint-Michel de Montchenu du XIXe siècle[14].
- Chapelle du Poulet[14].

### Personnalités liées à la commune
- Marin de Montchenu (1498-1543), premier maître d'hôtel de François Ier.
- Laurent de Montchenu (1726-1802), commandant en second pour le Roi en Vivarais et Velay.
- Claude Marin Henri de Montchenu (1757-1831), commissaire de Louis XVIII à Sainte-Hélène de 1816 à 1821.

### Héraldique, logotype et devise
|  | Montchenu possède des armoiries dont l'origine et le blasonnement exact ne sont pas disponibles. |